# Rubén Sanz Alonso
Rubén Sanz Alonso (Valladolid, España, 30 de abril de 1980) es un exfutbolista español que jugaba como centrocampista.

## Trayectoria
Formó parte de las Categorías Inferiores del Real Valladolid Club de Fútbol, llegó a Alcorcón en la temporada 2003/04, procedente del Langreo, aunque forjado en la cantera pucelana. Es un centrocampista “todo terreno”, pero el jugador ha pasado por todas las situaciones deportivas posibles, desde luchar hasta el final para evitar el descenso, hasta jugar una fase de ascenso a Primera División.
Rubén Sanz es el capitán del Alcorcón que milita en Segunda División. El vallisoletano ha vivido una gran experiencia en el equipo madrileño, con el 'Alcorconazo' ante el Real Madrid en Copa y el ascenso a Segunda.

## Clubes
| Club                          | País   | Año       |
| ----------------------------- | ------ | --------- |
| Real Valladolid B             | España | 1996-2002 |
| Unión Popular de Langreo      | España | 2002-2003 |
| Agrupación Deportiva Alcorcón | España | 2003-2016 |
| Club de Fútbol Fuenlabrada    | España | 2016 -    |